# にせんねんもんだい
にせんねんもんだい （nisennenmondai）は、1999年に結成された日本の3人組ガールズノイズバンド。バンド名は2000年問題にちなんでいる。

## 概要
1999年に結成。2004年に、自主制作CD『それで想像する ねじ』をリリース。その後自主制作レーベル、美人レコードを設立し、以降そのレーベルから『とり』『ろくおん』などのアルバムをリリースしている。また海外でもにせんねんもんだいの名は知られており、アメリカのレーベルからもミニアルバムをまとめたアルバムがリリースされているほか、アメリカツアーやヨーロッパツアーも行っている。
にせんねんもんだいの楽曲はノイズ・ミュージックに分類されるインストゥルメンタルで、基本的にボーカルは入らない。その曲風は「粗っぽく（Raw）そしてダンサブル」、「がっしりと骨組みを組んだ強靭な音」などと評される。

## メンバー
- 高田 正子（たかだ まさこ）- ギター
- 在川 百合（ざいかわ ゆり） - ベース
- 姫野 さやか（ひめの さやか）- ドラムス

## ディスコグラフィ
- それで想像する ねじ（2004年）
  - Pop Group／This Heat／2534／Sonic Youth／Ikkyokume (Neji Version)
- とり（2005年）
  - Kyuukohan／Kyaaaaaaa／Ikkyokume／Iyashi
- ろくおん（2006年）
  - にせんねんもんだい／富士の山／想像する ねじ／マーチング／wowwow／- -／jr.／omp／ギャ／bonus
- Neji/Tori（2008年）
  - 日本未発売。『それで想像する ねじ』『とり』の楽曲を収録したアルバム。
  - Pop Group／This Heat／2534／Sonic Youth／Ikkyokume (Neji Version)／Kyuukohan／Kyaaaaaaa／Ikkyokume／Iyashi
- ディスティネーション トーキョウ（2008年）
  - じね るす像想／ディスコ／みらーぼーる／ミラーボール／デスティネイション トーキョー
- FAN（2009年）
  - FAN
- goA -FAN at Brudenell Social Club; Leeds, UK（2009年）
  - UKツアーのライブ音源。
- NISENNENMONDAI LIVE!!!（2011年）
  - disc1: appointment／fan／mirrorball／ikkyokume／destination tokyo
  - disc2: ijenurusuozuos／44
- N（2013年）
  - A／B-1／B-2
- Nisennenmondai - EP（2013年）
  - B-1(You Ishihara mix)／appointment(You Isjihara mix)
- Nisennenmondai - Live at Clouds Hill （2015年）
  - A／Mirror Ball'13／B-1／B-2
- N'（2015年）
  - A'／B-1'／B-2'／B-4／A'(Shackleton remix)／B-1'(Shackleton remix)

## ギャラリー

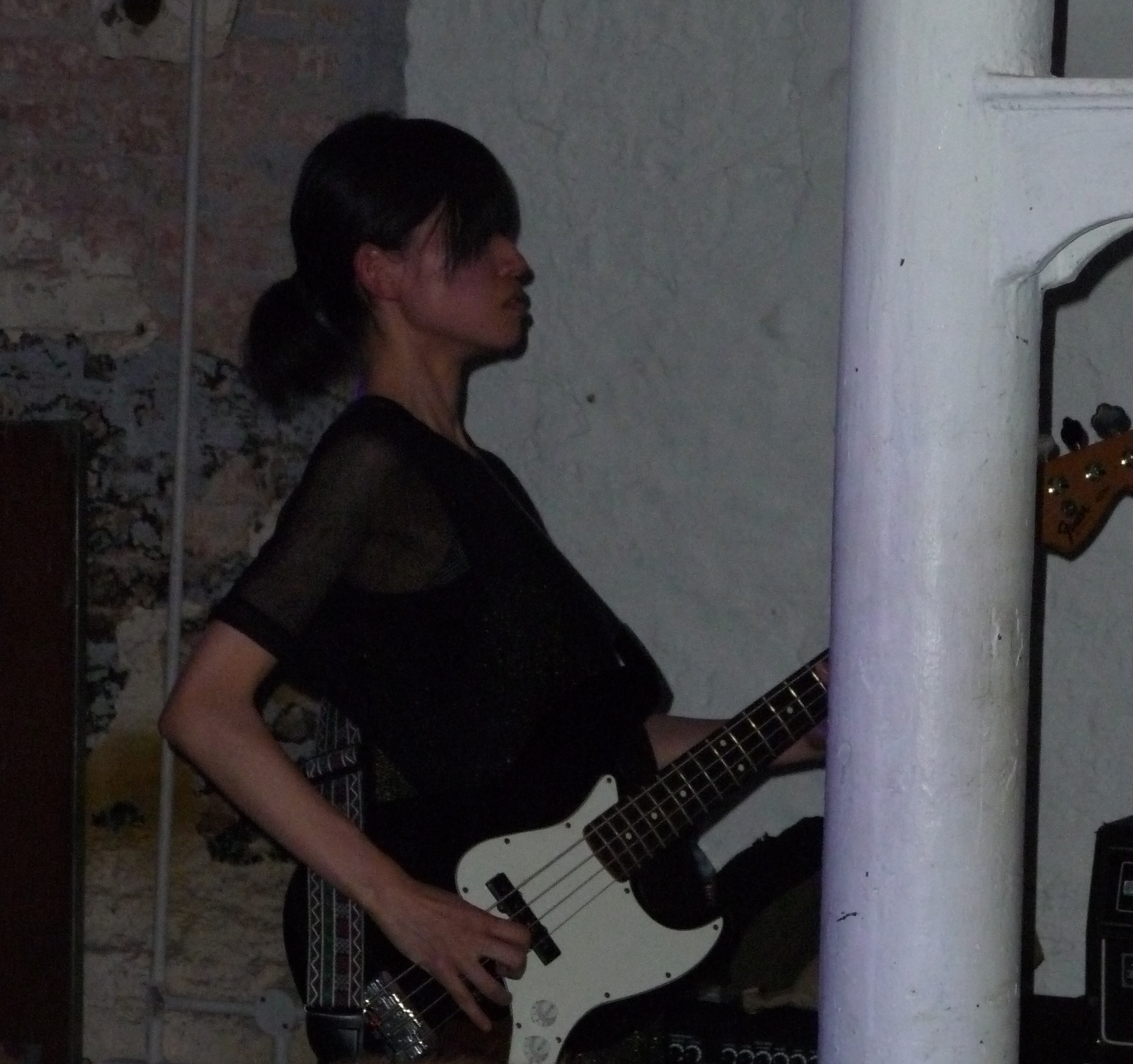
在川百合（ベース）
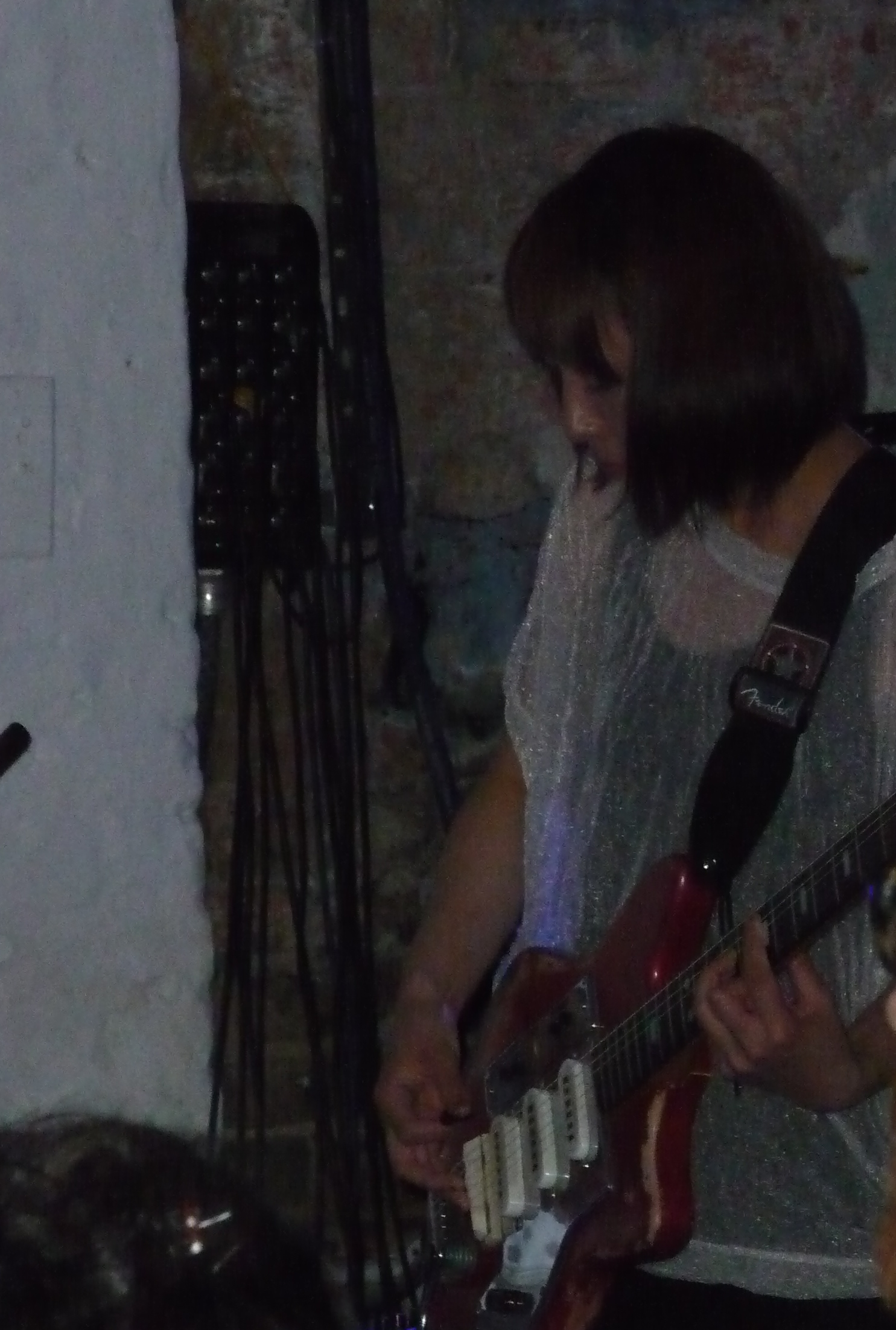
高田正子（ギター）